# راندال فراكس
راندال فراكس (بالإنجليزية: Randall Frakes)‏ هو كاتب سيناريو أمريكي، ولد في 27 أبريل 1947.

## وصلات خارجية
- راندال فراكس على موقع IMDb (الإنجليزية)
- راندال فراكس على موقع قاعدة بيانات الفيلم (الإنجليزية)